# 圣大卫 (格林纳达)
圣大卫（St. David's）是格林納達的城市，也是圣大卫區的首府，位於該國東南海岸，得名於威爾斯主保聖人圣达味，在拉坦特和韋斯特霍爾之間，海拔高度8米，2013年人口数量为1,343。